# Албрехт IV фон Цимерн
Албрехт IV фон Цимерн (на немски: Albrecht IV von Zimmern; †между 1288 и 1289) е благородник от влиятелния швабски благороднически род Цимерн.
Той е вторият син на Вилхелм Вернер I фон Цимерн († 1234) и съпругата му Аделхайд († пр. 1234). Внук е на (Конрад ?) Йохан I фон Цимерн († 1175/1179) и Матилдис фон Феринген († сл. 1224), дъщеря на граф Волфрад I фон Феринген „Стари“ († сл. 1216) и Берхун фон Кирхберг († 1220). Правнук е на граф Албрехт II фон Цимерн († ок. 1170). Потомък е на граф Вилхелм I фон Цимерн († ок. 1041), първият известен господар и граф на Цимерн. Брат му Конрад I фон Цимерн († 23 юли 1255) е абат на Райхенау.
Фамилията фон Цимерн е издигната след 1538 г. на графове фон Цимерн и изчезва по мъжка линия през 1594 г.

## Фамилия
Албрехт IV фон Цимерн се жени за фон Волфах, дъщеря на Фридрих (Фрайен) фон Волфах. Те имат децата:
- Аделхайд фон Цимерн († сл. 1293), омъжена пр. 27 ноември 1289 г. за граф Еберхард I фон Лупфен-Щюлинген († сл. 1302), син на Хайнрих фон Лупфен-Щюлинген († 1251/1258) и фон Кюсенберг († пр. 1258)
- Конрад фон Цимерн († 1314)
- Валтер IV фон Цимерн († сл. 30 август 1290, погребан в Св. Георген), граф?, женен за Анна фон Фалкенщайн, дъщеря на фрайхер Бертхолд фон Фалкенщайн-Рамщайн († сл. 1286) и Елизабет фон Фюрстенберг († сл. 1319)